# Договор Бауринга
Договор Бауринга (англ. Bowring Treaty), официально Договор о дружбе и торговле между Британской Империей и Королевством Сиам (англ. Treaty of Friendship and Commerce between the British Empire and the Kingdom of Siam) — соглашение, подписанное 18 апреля 1855 года представителями Великобритании и Королевства Сиам, которое сняло некоторые ограничения на торговлю Сиама с другими государствами. Подписано пятью представителями королевства Сиам и губернатором Гонконга Джоном Баурингом. Предыдущий договор между Великобританией и Сиамом был заключён в 1826 году и стал известен как Бёрнийские соглашения. Новый договор смягчил торговые правила и ограничения путём создания новой системы экспорта и импорта.

## Содержание договора
Договор разрешил вести иностранцам в Бангкоке свободную торговлю, которая раньше облагалась высокими королевскими налогами, обеспечил создание британского консульства в Бангкоке, гарантировал его полную заморскую власть и позволил англичанам приобретать землю на территории Сиама. Вводились следующие ограничения:
1. Британские подданные находились в зоне действия консульской юрисдикции. Таким образом, Сиам впервые предоставил экстерриториальность иностранцам.
2. Британским подданным предоставлялось право вести свободную торговлю во всех портах и постоянно проживать в Бангкоке. Они имели права покупать и арендовать собственность в пригородах Бангкока, а именно в районе на расстоянии более чем 4 мили от городских стен, но менее чем в 24 часах движения до города (рассчитано на основе скорости местных лодок). Также британским подданным предоставлялось право свободно путешествовать по территории Сиама на основании пропусков, выданных консулом.
3. Отменены пошлины на объём, введены пошлины на импорт и экспорт.
  1. Пошлина на импорт составляла 3 % для всех товаров. От подобной освобождались только опиум (его можно было продавать только фермеру, выращивавшему опиум), и слитки драгоценных металлов.
  2. Пошлины на экспорт взимались под названиями «внутренний налог», «пошлина на транзит» или «пошлина на экспорт».
4. Британским купцам позволялось приобретать и продавать товары лично без действия какого-либо третьего лица.
5. Правительство Сиама сохранило за собой право запретить экспорт соли, риса и рыбы, если эти товары становились дефицитными[4].

## Последствия
Фактически этот договор не был взаимовыгодным, так как Сиам не мог диктовать свои условия по той причине, что Британия продемонстрировала всю свою мощь в Первой опиумной войне против Китая и поставила крест на попытках порвать с торговлей со странами Западной Европы. Страхи Сиама усиливались тем, что переговоры, которые произошли пять лет назад между сэром Джеймсом Бруком, первым раджой Саравака из династии Белых раджей, и королём Сиама Нангклао провалились, и это вынудило Брука начать угрожать Сиаму в стиле дипломатии канонерок. Договор позволил другим государствам заключать двусторонние соглашения на основе договора Бауринга.
Американский представитель Таунсенд Харрис, направлявшийся в Японию, был задержан на месяц в Бангкок для подписания договора Бёрни, но отвечал только за урегулирование нескольких пунктов договора, что привело в итоге к подписанию в 1856 году Договора о дружбе, торговле и навигации (англ. Treaty of Amity, Commerce, and Navigation) между США и Сиамом. Договор Бауринга гарантировал невмешательство иностранных государств во внутренние дела Сиама и позволил ему остаться независимой страной. В целом договор считается одной из причин начала экономического роста Бангкока, что позволило Сиаму вести свободную торговлю в Юго-Восточной Азии с Китаем и Сингапуром.